# 1989年欧州議会議員選挙 (フランス)
1989年欧州議会議員選挙（1989ねん おうしゅうぎかいぎいんせんきょ）は、欧州共同体の立法機関である欧州議会を構成する欧州議会議員を全面改選するため1987年6月に欧州共同体加盟国で行われた選挙である。欧州共同体加盟国であるフランス共和国では1989年6月10日に投票が行われた。本稿ではフランスにおける欧州議会議員選挙の結果について取り上げる。

## 概要
欧州議会議員の任期満了に伴って実施された選挙である。フランスでは17の政党や連合が候補者名簿を提出し、同国に割り当てられた81議席を争った。

## 基礎データ
- 改選議席数（フランス）：81議席
- 選挙権：18歳以上のEU市民
- 被選挙権：
- 選挙制度：比例代表制（拘束名簿式）
- 選挙区単位：全国単位
- 阻止条項：有効投票総数の5％以上

出典

## 選挙結果
投票日：1987年6月10日
- 投票率：48.80％（投票者数18,690,692名/登録有権者数38,297,496名）
- 有効票数：18,151,416票

| 党派                                    | 得票数    | 得票率 | 議席数 |
| --------------------------------------- | --------- | ------ | ------ |
| - フランス民主連合 UDF - 共和国連合 RPR | 5,242,038 | 28.88  | 26     |
| - 社会党 PS - 左翼急進運動 MRG          | 4,286,354 | 23.61  | 22     |
| 国民戦線 FN                             | 2,129,668 | 11.73  | 10     |
| 緑の党 Les Vers                         | 1,922,945 | 10.59  | 9      |
| フランス民主連合反体制派 UDF diss       | 1,529,346 | 8.43   | 7      |
| フランス共産党 PCF                      | 1,401,171 | 7.72   | 7      |
| 狩猟、釣り、自然、伝統 chasseurs        | 749,741   | 4.13   | 0      |
| 労働者の闘争 LO                         | 258,663   | 1.43   | 0      |
| エコロジスト                            | 188,573   | 1.04   | 0      |
|                                         |           |        | 81     |

出典。得票率が1％未満の政党や連合については省略した。